# Adam Seroczyński
Adam Seroczyński (n. 13 martie 1974, Olsztyn, Polonia) este un caiacist ce a reprezentat Polonia, medaliat olimpic. A participat la 3 ediții ale Jocurilor Olimpice (2000, 2004, 2008) în care a câștigat o medalie de bronz.